# Siraha (huyện)
Siraha (tiếng Nepal:सिराहा) là một huyện thuộc khu Sagarmatha, vùng Đông Nepal, Nepal. Huyện này có diện tích 1188 km², dân số thời điểm năm 2011 là 637328  người.

## Dân số
Biến động dân số giai đoạn 1952-2011:
| Năm    | 1952   | 1961   | 1971   | 1981   | 1991   | 2001   | 2011   |
| ------ | ------ | ------ | ------ | ------ | ------ | ------ | ------ |
| Dân số | 176747 | 210532 | 302304 | 375358 | 460746 | 572399 | 637328 |